# Mycomya heydeni
Mycomya heydeni är en tvåvingeart som först beskrevs av Eberhard Plassmann 1970.  Mycomya heydeni ingår i släktet Mycomya och familjen svampmyggor. Arten är reproducerande i Sverige. Inga underarter finns listade i Catalogue of Life.